# Jahidne (Černihivská oblast)
Jahidne (ukrajinsky Ягідне, rusky Ягодное, – česky Jahodné) je vesnice na severu Černihivské oblasti na Ukrajině. K roku 2017 v ní žilo 399 obyvatel.

## Poloha
Leží v severního části Černihivské oblasti, 15 kilometrů severně od Černihiva, správního střediska rajónu a oblasti, několik desítek kilometrů jižně od hraničního pásma s Běloruskem a při silnici do Kyjeva.

## Historie
- Od roku 1949 zde sídlil Ivanovský státní sad "Avangard".
- V roce 1953 byla založena obec, když sem bylo přemístěno 27 rodin z vojenského výcvikového prostoru obce Starogut v Osterském rajónu.
- V roce 1954 byl založen státní statek Černihiv a v roce 1991 výzkumná farma Černihiv.
- V roce 1962 byla postavena mateřská škola, v současné době pustá.
- V roce 1968 usnesením krajského výboru dostala osada současný název.
- V roce 1969 byl postaven kulturní dům.
- V roce 1995 byla postavena podsklepená budova školy s tělocvičnou a část areálu využívána pro mateřskou školu.
- Dřevěná pravoslavná zvonice ve tvaru altánku byla postavena po roce 1989.

## Ruská invaze 2022
Při útoku ruské 55. motostřelecké brigády ze 3. března 2022 byla vesnice obsazena a jejích 360 obyvatel nahnáno do jednoho sklepa školy, kde v jednom prostoru bez zázemí, toalet a možnosti vaření byli nuceni strávit 26 dnů. Deset starších lidí útrapy nepřežilo a zemřeli přímo ve sklepě. Dalších osmnáct obyvatel vesnice vojáci venku mučili a poté zastřelili. Situaci fotografoval jeden chlapec mobilem, který přes zákaz vojáků do sklepa tajně pronesl.